# Масаши Мотојама
Масаши Мотојама (јап. 本山 雅志; 20. јун 1979) јапански је фудбалер.

## Каријера
Током каријере је играо за Кашима Антлерс и Giravanz Kitakyushu.

## Репрезентација
За репрезентацију Јапана дебитовао је 2000. године. За тај тим је одиграо 28 утакмица.

## Статистика
| Јапан  | Јапан   | Јапан  |
| Година | Наступи | Голови |
| ------ | ------- | ------ |
| 2000.  | 3       | 0      |
| 2001.  | 0       | 0      |
| 2002.  | 0       | 0      |
| 2003.  | 3       | 0      |
| 2004.  | 12      | 0      |
| 2005.  | 8       | 0      |
| 2006.  | 2       | 0      |
| Укупно | 28      | 0      |